# Eriococcus adzharicus
Eriococcus adzharicus är en insektsart som först beskrevs av Hadzibeyli 1960.  Eriococcus adzharicus ingår i släktet Eriococcus och familjen filtsköldlöss. Inga underarter finns listade i Catalogue of Life.